# 480 Hansa
480 Hansa eller 1901 GL är en asteroid i huvudbältet, som upptäcktes 21 maj 1901 av den tyske astronomen Max Wolf och den italienske astronomen Luigi Carnera. Den är uppkallad efter det medeltida Hanseförbundet.
Asteroiden har en diameter på ungefär 56 kilometer och den tillhör och har givit namn åt asteroidgruppen Hansa.